# Mykhajlo Romantjuk
Mykhajlo Romantjuk (ukrainsk: Михайло Романчук, født 7. august 1996) er en ukrainsk svømmer.
Ved ungdomssommer-OL 2014 vandt han guld i 400 m fri og sølv i 800 m fri. 
Han repræsenterede Ukraine ved OL 2016 i Rio de Janeiro, hvor han blev slået ud i det indledende heat på 1500 meter fri og endte på en femtendeplads.
Han vandt også to EM-bronzemedaljer i 2016 (800 m og 1500 m fri). Året efter vandt han EM-guld på 1500 m (kortbane) samt VM-sølv på langbane i samme disciplin. I 2018 vandt han EM-guld på 400 og 800 m samt -sølv på 1500 m, og desuden blev han verdensmester i 1500 m på kortbane. I 2019 genvandt han VM-sølv på 1500 m, og ved EM 2020-2021 vandt han guld i både 800 m og 1500 m.
Romantjuk hørte derfor til i favoritfeltet i både 800 m og 1500 m fri ved OL 2020 i Tokyo (afholdt i 2021), og på 800 m fik han bedste tid i kvalifikationen, mens italieneren Gregorio Paltrinieri førte i det meste af finalen, inden amerikaneren Robert Finke satte en formidabel spurt ind til sidst og vandt en overraskende guldmedalje foran Paltrieri, mens Romantjuk fik bronze. På 1500 m satte han ligeledes bedste tid i kvalifikationen, mens det var tyske Florian Wellbrock, der førte det meste af finaleløbet foran Romantjuk, men også her kom Finke med en stærk slutspurt og sikrede sig guldet, mere end et sekund foran Romantjuk, der fik sølv, mens Wellbrock fik bronze.